# Schallenberg
Lo Schallenberg è un passo di montagna nel Canton Berna, collega la località di Steffisburg con Wiggen (comune di Escholzmatt-Marbach). Scollina a un'altitudine di 1167 m s.l.m.